# St. Elisabeth (Kirchhain)

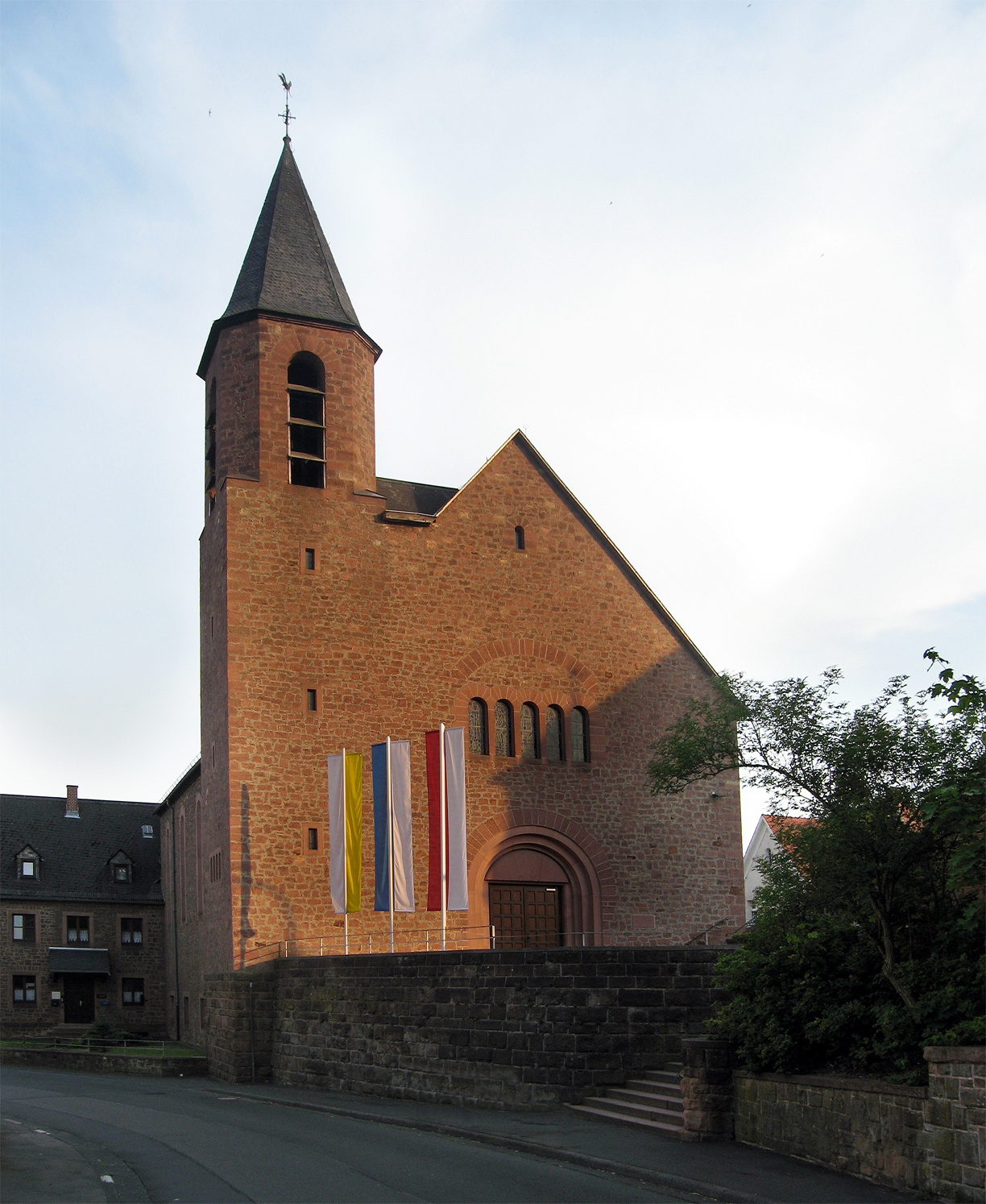
St. Elisabeth in Kirchhain

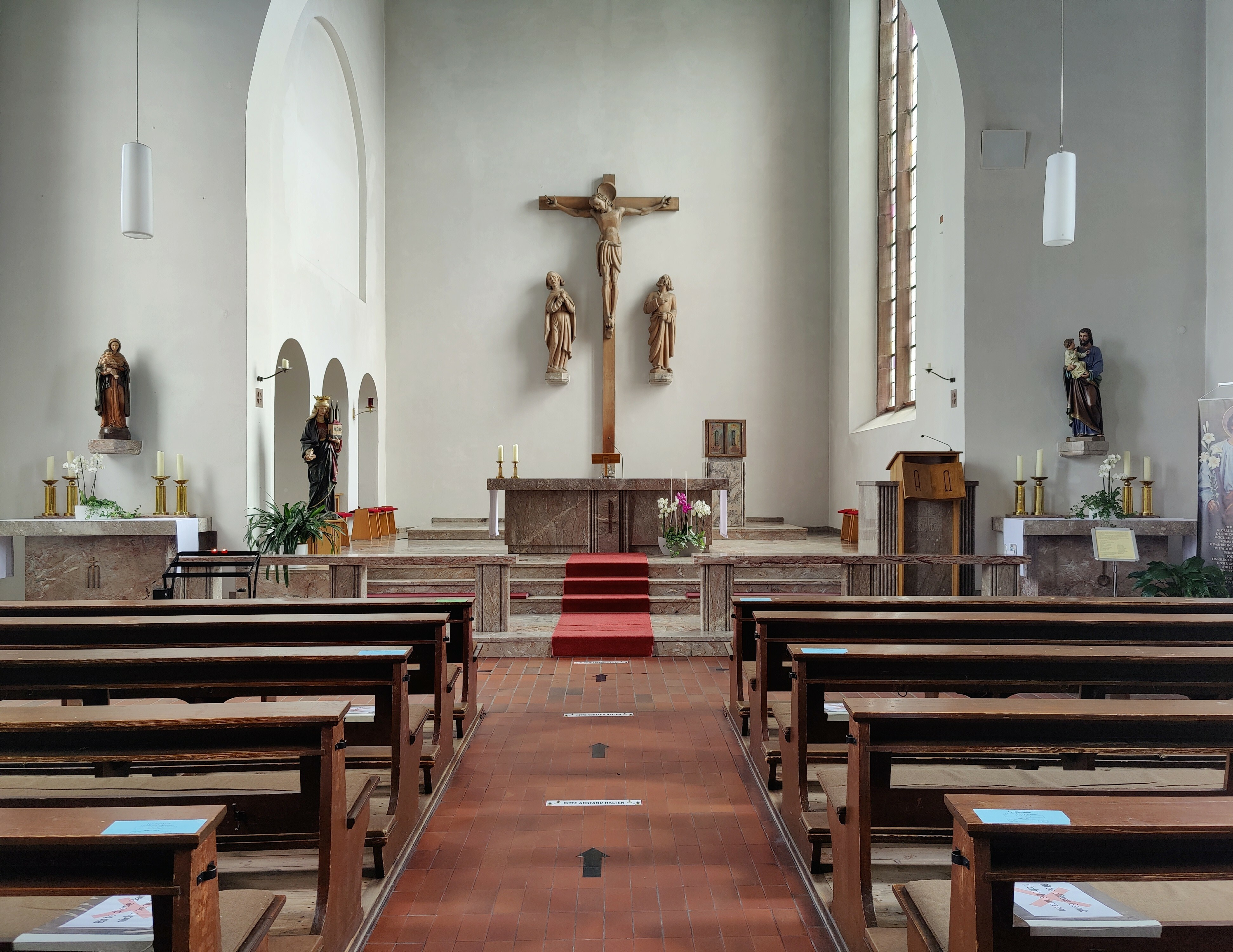
Innenraum (2021)

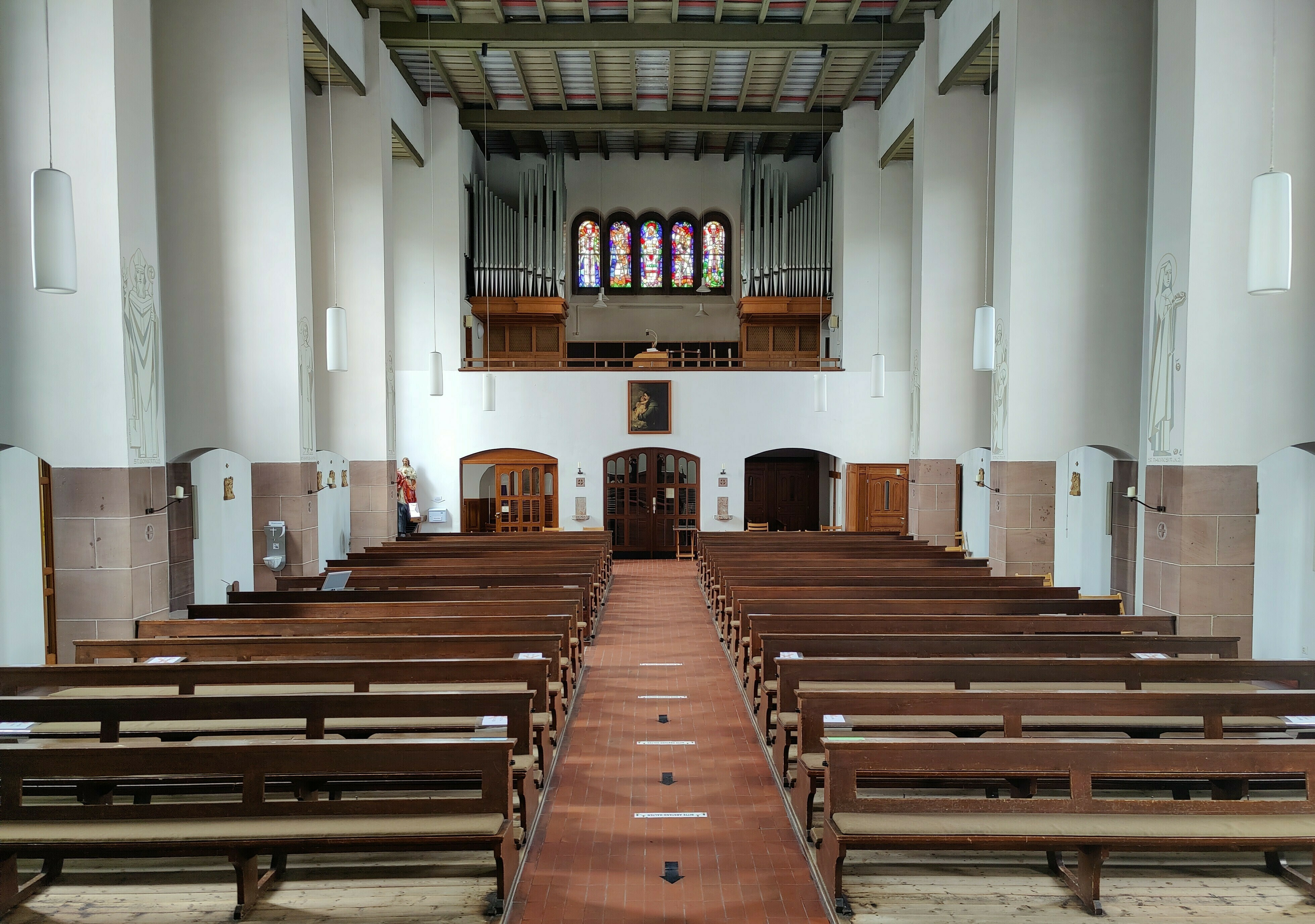
Innenraum, Blick zur Orgel

Die katholische Filialkirche St. Elisabeth in der Pfarrei St. Bonifatius Amöneburger Land im Dekanat Marburg-Amöneburg des Bistums Fulda, ist ein denkmalgeschütztes Kirchengebäude in Kirchhain im Landkreis Marburg-Biedenkopf in Hessen.

## Beschreibung
Die Vorgängerkirche war am 18. März 1945 bei einem Bombenangriff, der sicher dem nahegelegenen Bahnhof gegolten hatte, zerstört worden. Die Grundsteinlegung der neuen Kirche erfolgte am 22. September 1946. Die von Hans Weber entworfene – um 90 Grad gegenüber der alten Kirche gedrehte – Saalkirche aus Bruchsteinen wurde am 14. November 1948 eingeweiht. An das Langhaus schließt sich im Süden ein eingezogener, querrechteckiger Chor an. Der Kirchturm ist im Nordosten an das Langhaus angeflanscht. Sein oberstes Geschoss ist achteckig. Darauf sitzt ein spitzer schiefergedeckter Helm. Die Kirche wurde nicht nur der heiligen Elisabeth, sondern auch dem heiligen Bonifatius geweiht. Reliquien der beiden befinden sich im Altarstein.
Nach dem Zweiten Vatikanischen Konzil wurde 1969 der Chor umgestaltet. Der Altar wurde bis an die Stufen, die zum Chor führen, vorgeschoben. Der Tabernakel, der früher auf dem Altar stand, steht auf einer Stele links im Chor. Von den beiden Heiligen finden sich unterschiedliche Darstellungen in der Kirche. Von Bonifatius gibt es ein Gemälde von 1961, ferner ist er im Buntglasfenster in einer Taufkapelle dargestellt. Elisabeth ist in einem Buntglasfenster hinter der Empore zu sehen. Seit 1976 steht eine bronzene Statue von ihr im Vestibül. Die Orgel mit 24 Registern, davon vier Extensionen auf zwei Manualen und Pedal wurde 1956 von Gebr. Späth Orgelbau gebaut.